# Neues Museum
Le Neues Museum (« Nouveau musée ») est l'un des musées nationaux de Berlin, dans l'île aux Musées. Il accueille en 2016 une partie de la collection d'antiquités classiques — l'Antikensammlung — centrée sur le monde romain, les collections de l'Égypte et de Nubie antiques venues de l'ancien Ägyptisches Museum et du Papyrussammlung, ainsi que les collections de la Préhistoire et du début de l'Histoire du Museum für Vor- und Frühgeschischte.

## Historique

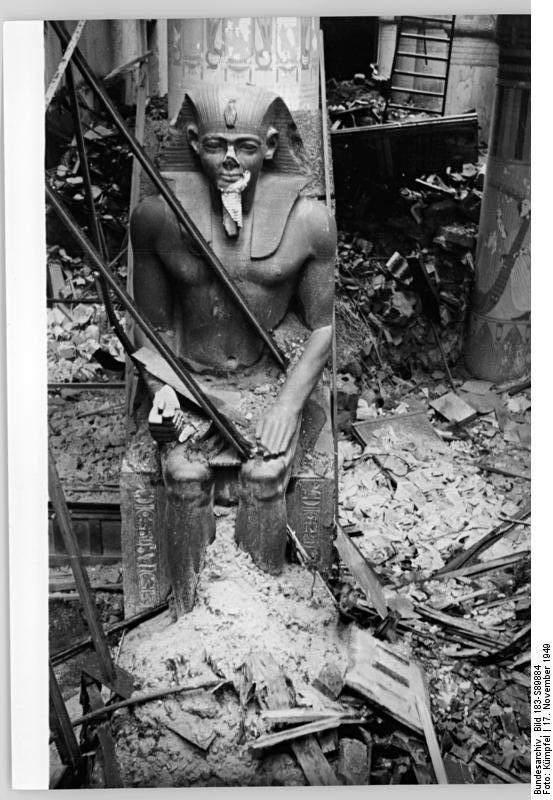
Statue égyptienne dans les ruines du Neues Museum, 1945.

Le musée fut construit entre 1843 et 1855 au nord de l'Altes Museum, selon les plans de l'architecte Friedrich August Stüler, élève de Karl Friedrich Schinkel et ouvrit ses portes en 1859.
Il a énormément souffert de la Seconde Guerre mondiale, le musée étant en grande partie détruit au cours des bombardements. Dans certaines parties, seuls les murs extérieurs subsistaient. Dans les années 1980, des mesures de sauvegarde ont été prises. En 1997, l'architecte britannique David Chipperfield fut chargé de la restauration du musée. Les travaux ont débuté en 2003. La façade et l'intérieur ont été préservés sans faire disparaitre les traces, encore très présentes, de la guerre. La splendeur originelle du musée, inscrite au patrimoine mondial de l'UNESCO en 1999, a été restaurée. Depuis la réouverture de 2009, le musée présente des expositions liées entre elles aux plans spatial et thématique avec les trois collections séparées dont il dispose.
D'importants travaux de rénovation et d'agrandissement se déroulent depuis 2013 et se prolongeront jusqu'en 2025 avec l'inauguration de la James-Simon-Galerie.

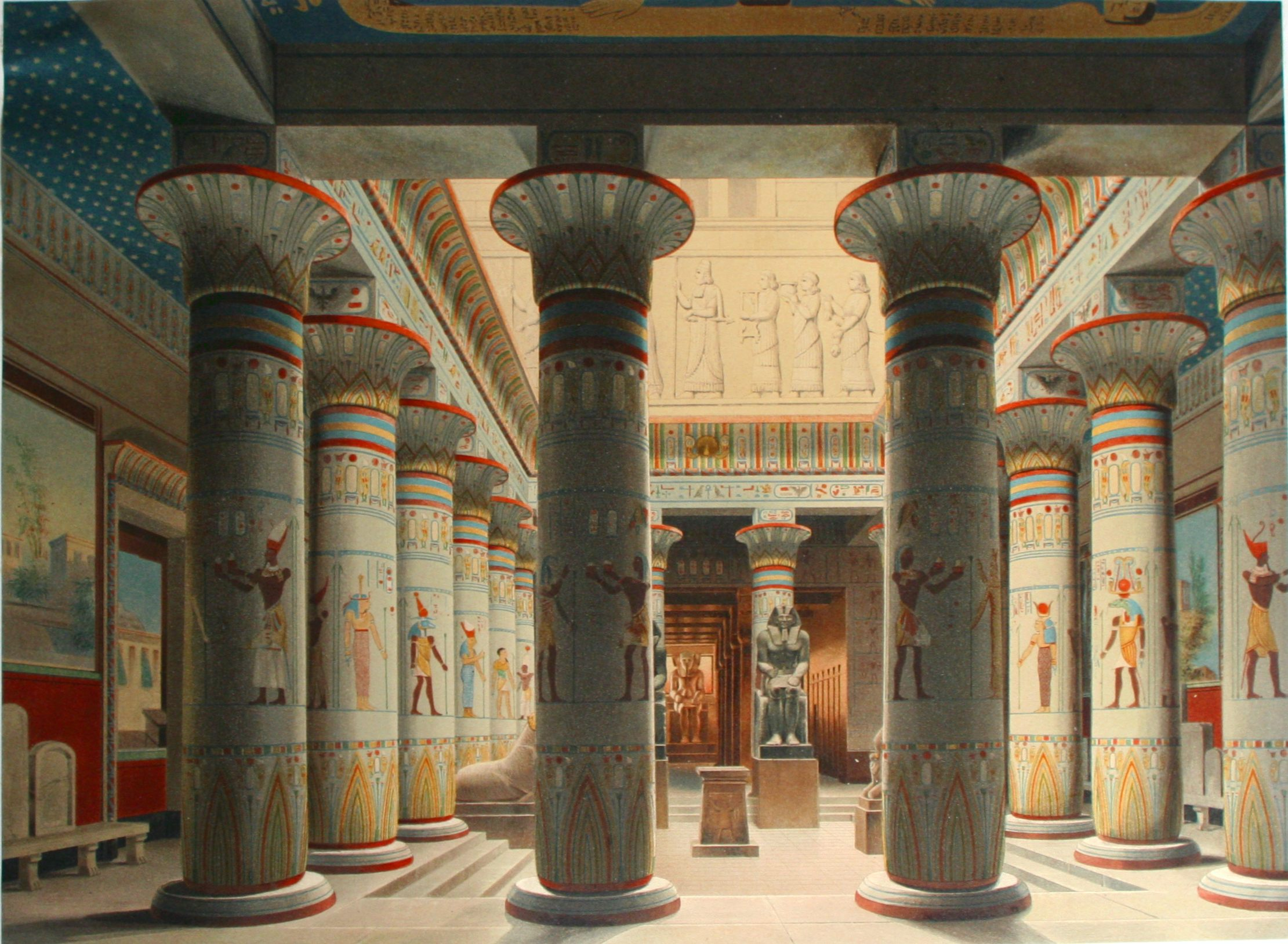
Salle d'égyptologie du musée : la cour égyptienne dans son état d'origine. Celle-ci n'existe plus aujourd'hui.
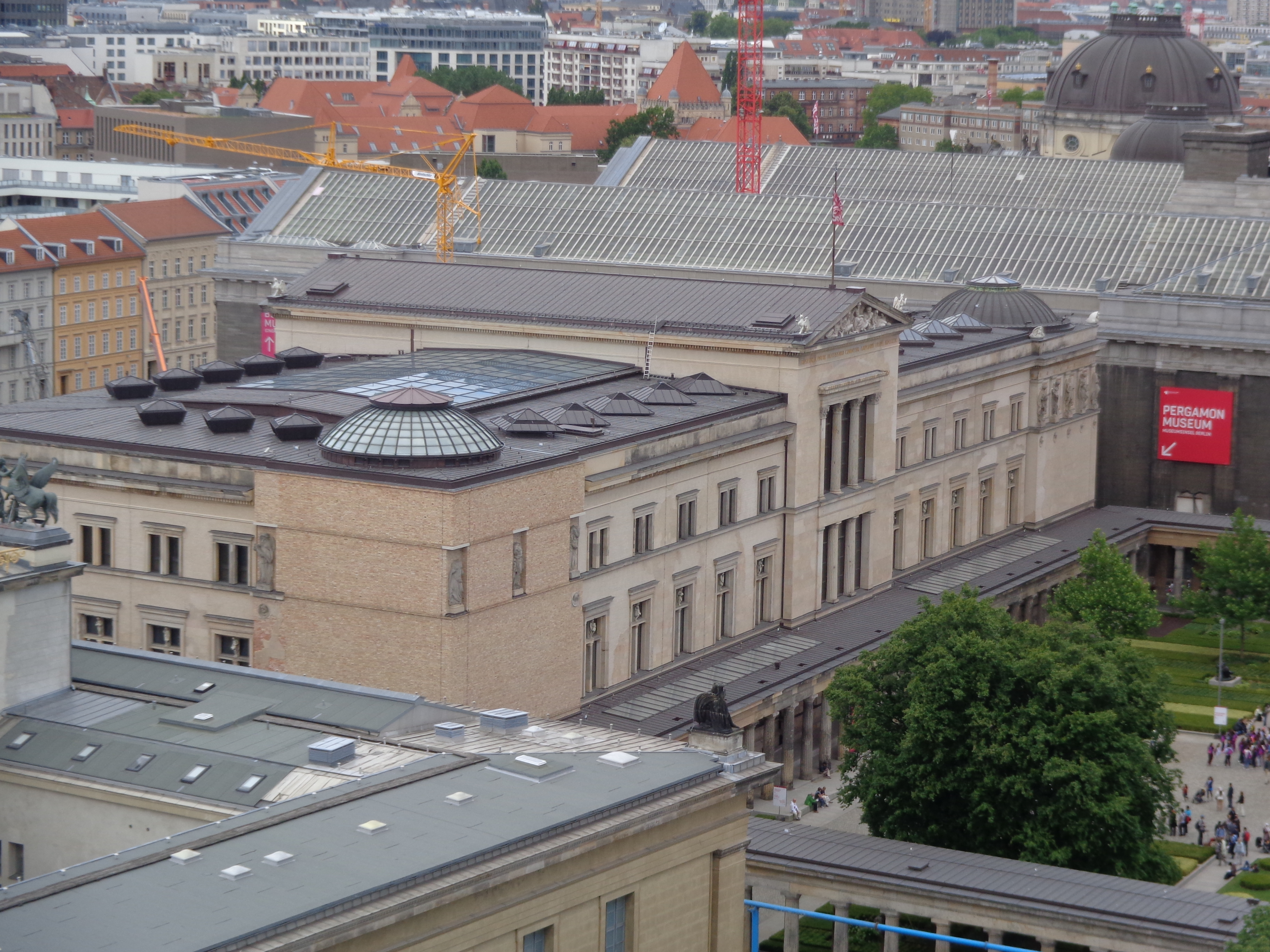
Le Neues Museum, depuis la cathédrale en juin 2014.
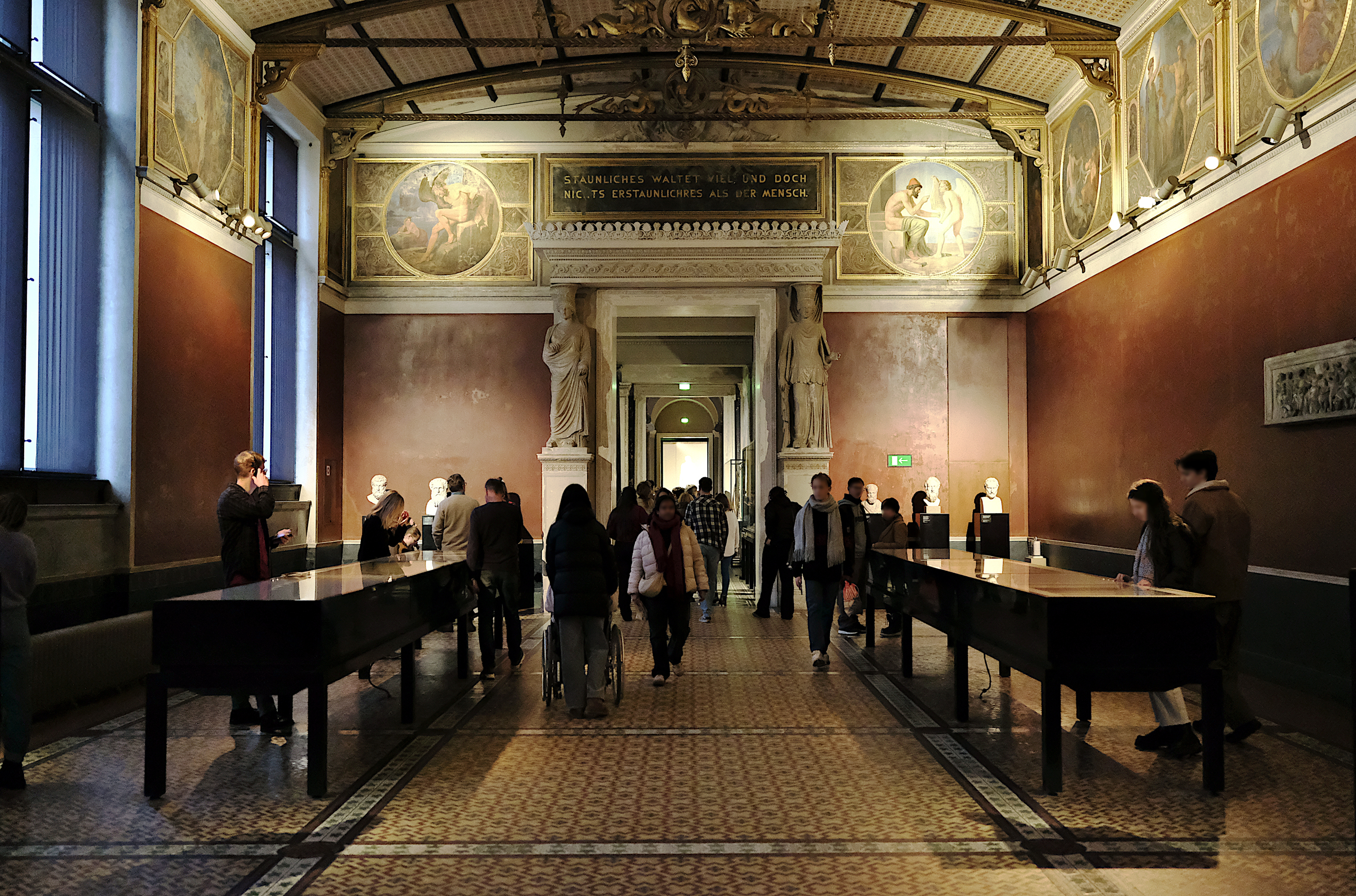
Une salle du musée.

## Architecture

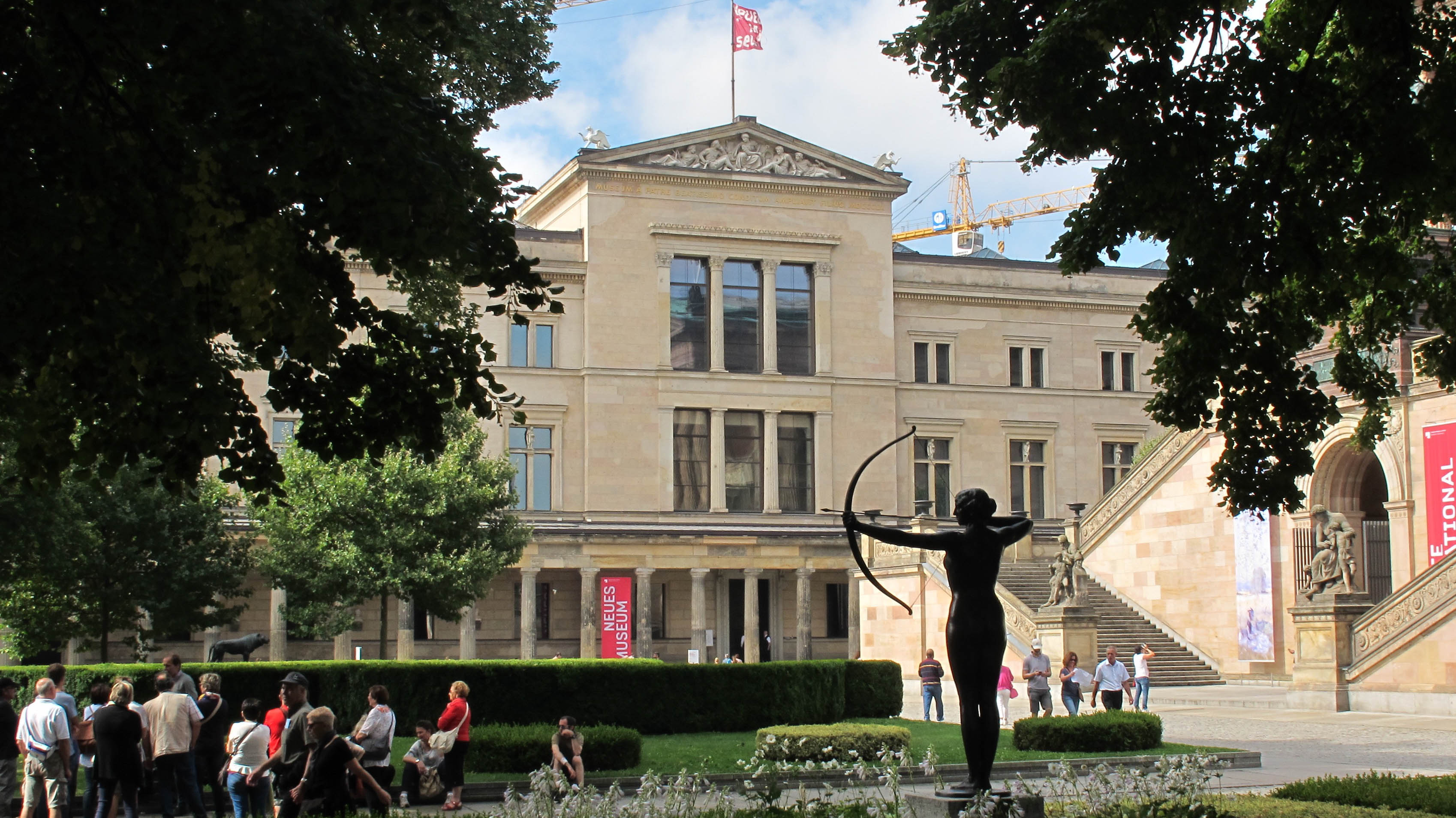
Vue extérieure du musée. L'entrée depuis le jardin en 2016.

En tant que partie du complexe de l'île aux Musées de Berlin, et aussi en tant que bâtiment individuel, le musée est un exemple de l'architecture néo-classique du XIXe siècle. Avec ses procédés de construction industriels et par l'usage de structures en fer, le musée joue un rôle important dans l'histoire des techniques.
Les intérieurs classiques et ornementalement chargés de la glyptothèque et de la pinacothèque de Munich ayant été détruits lors de la Seconde Guerre mondiale, l'intérieur partiellement conservé du Neues Museum se classe parmi les tout derniers vestiges de cette période architecturale et muséographique en Allemagne.
La reconstruction a été dirigée par l'architecte britannique David Chipperfield.

## Les collections
Le rez-de chaussée est consacré à Heinrich Schliemann et à sa découvertes de Troie, ainsi qu'à des approches thématiques, comme « Chypre, l'île d'Aphrodite », « La vie éternelle », « Les trente centuries », « Pharaon » et « Le temple égyptien ». Au sous-sol, le musée présente en permanence les collections égyptiennes du musée égyptien. Le monde romain jusqu'aux grandes migrations partage le premier étage avec la période amarnienne d'Égypte : donc la salle réservée au célèbre buste de la reine égyptienne Néfertiti, épouse d'Akhenaton. Enfin la longue période allant de la Préhistoire à l'Histoire en Europe est présentée au troisième niveau.

### Préhistoire

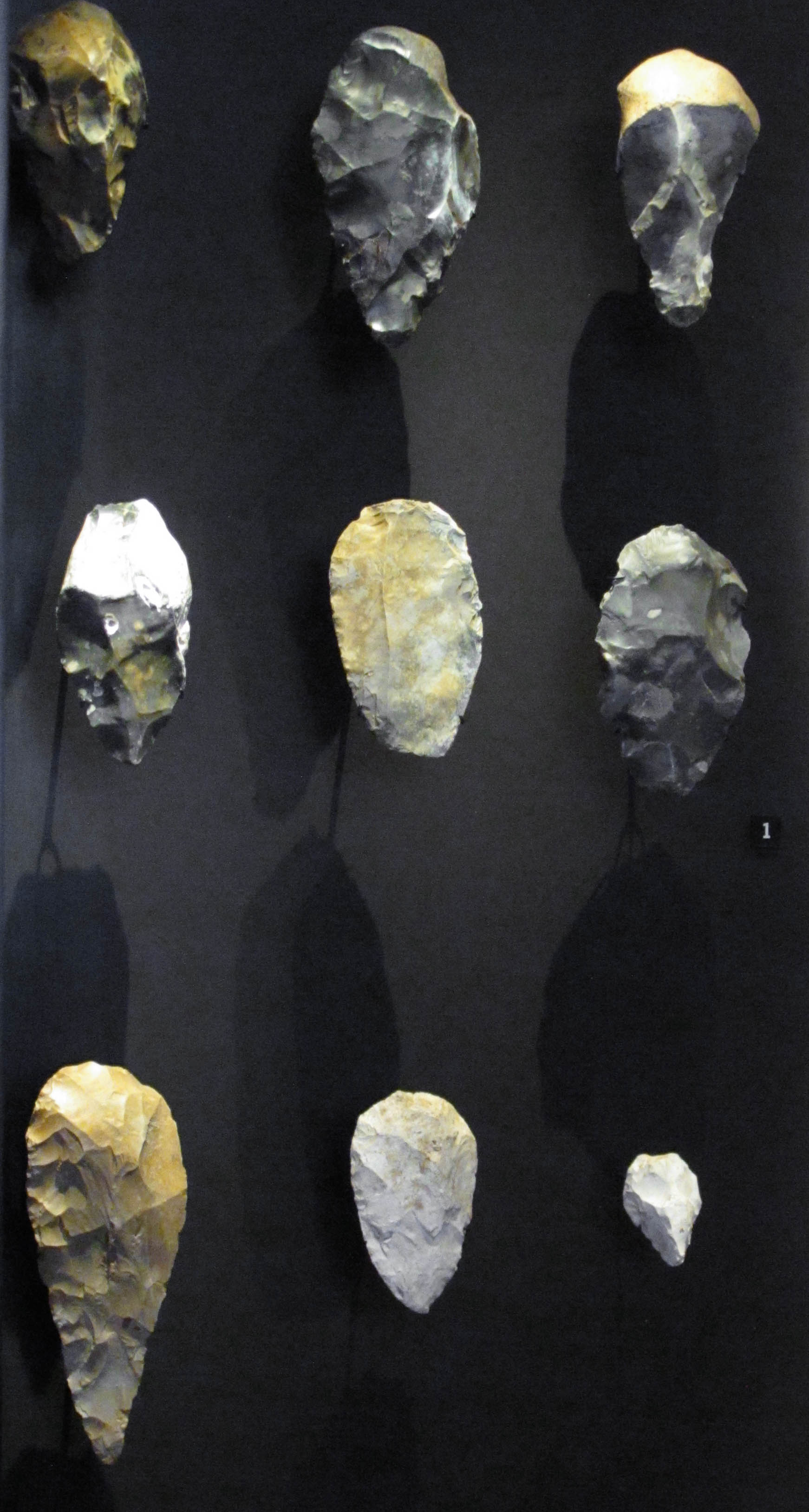
Outils acheuléens dont des bifaces. Silex, 15 - 4 cm., 800 000-300 000 ans av. le présent, Paléolithique inférieur. Abbeville, Saint-Acheul
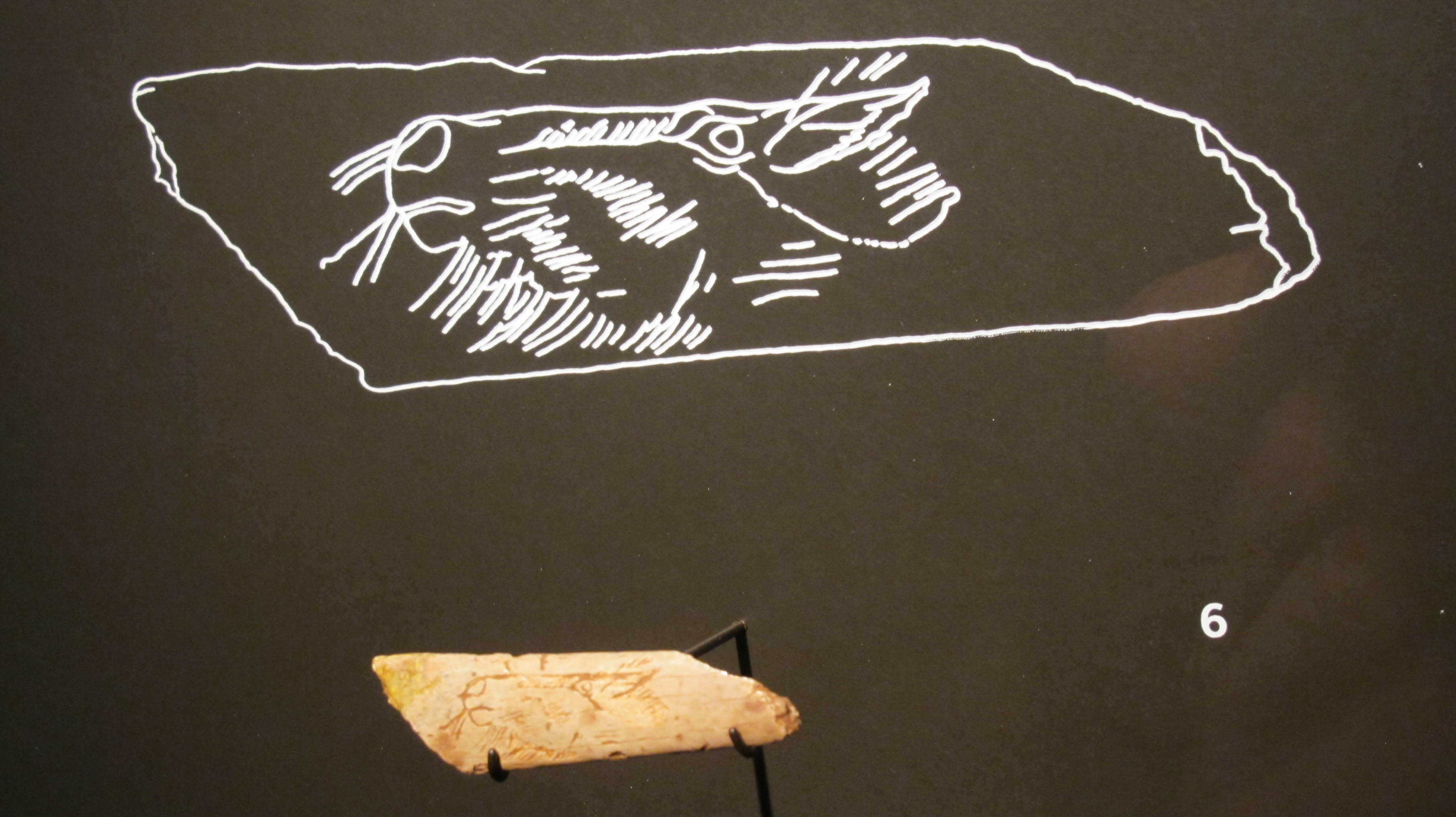
Tête de cheval gravée avec traces de couleur incrustée. Os, 4 cm. Magdalénien, v. 14 000. La Roche, Lalinde, Dordogne
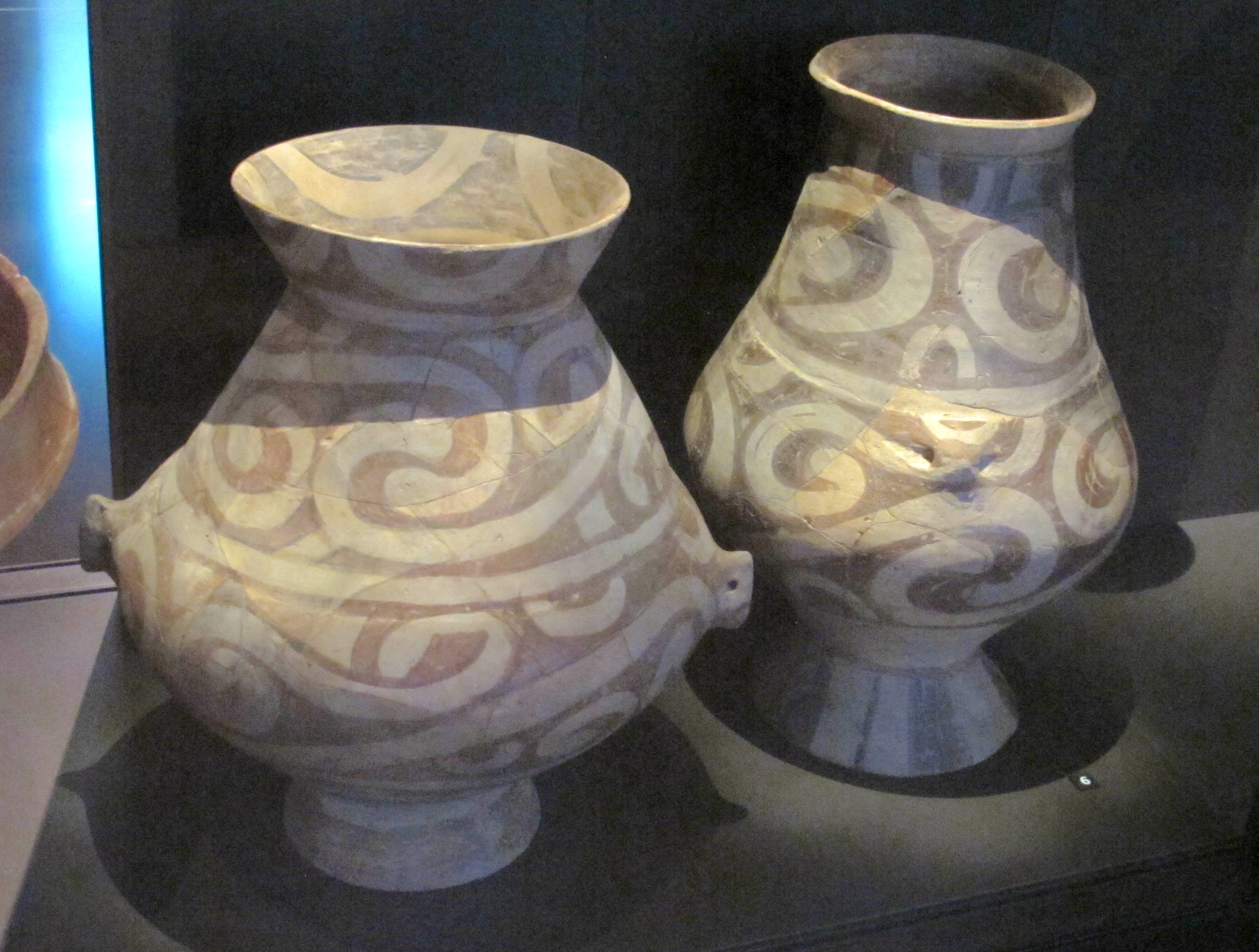
Jarres, terre-cuite peinte à l'engobe (?) blanche, H. env. 30 cm. Néolithique, -4800-3500. Culture de Cucuteni-Trypillia. Cucuteni, Județ de Iași, Roumanie.
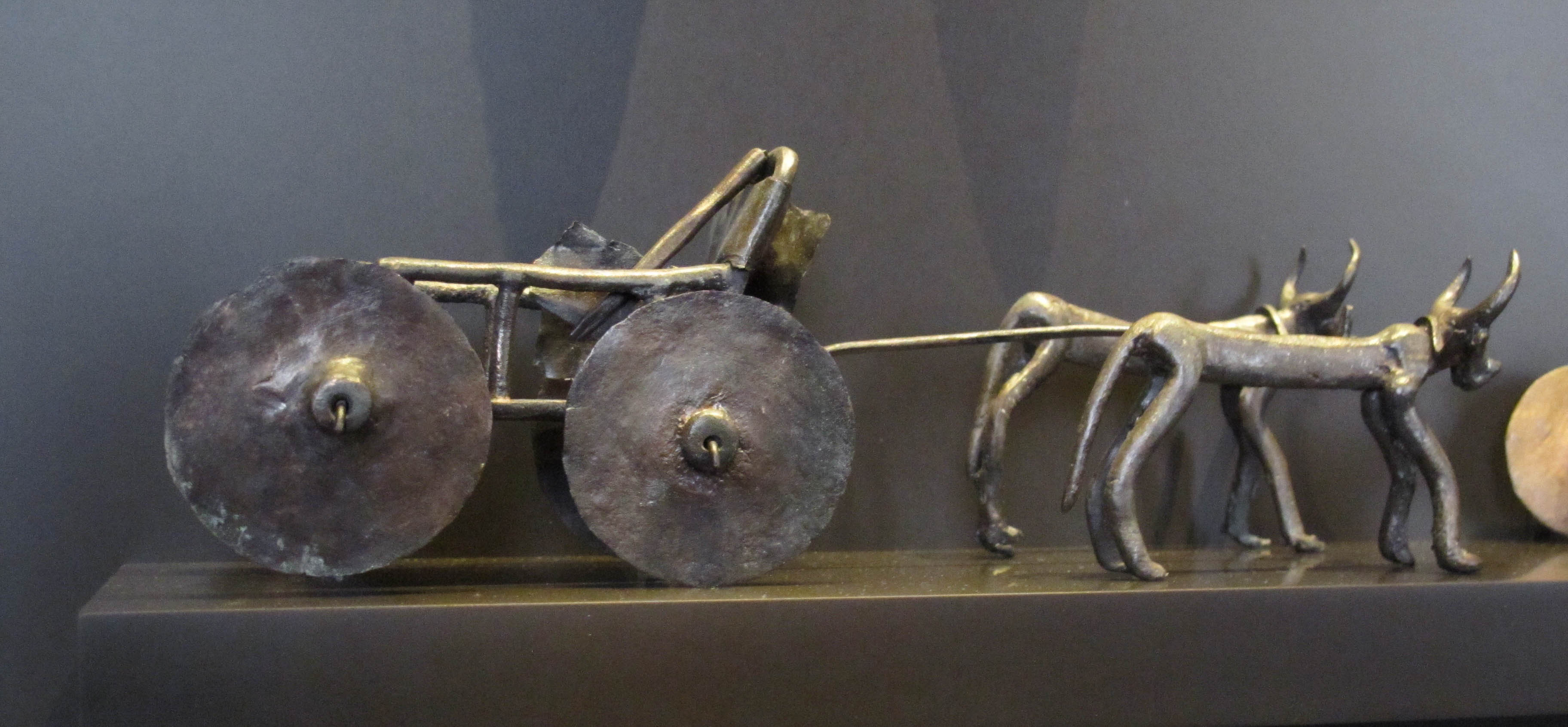
Modèle de chariot. Cuivre, traces d'argent, L. 21,5 cm. Âge du cuivre, 4500 - 2200 av. notre ère. Centre-sud de l'Anatolie (Turquie).
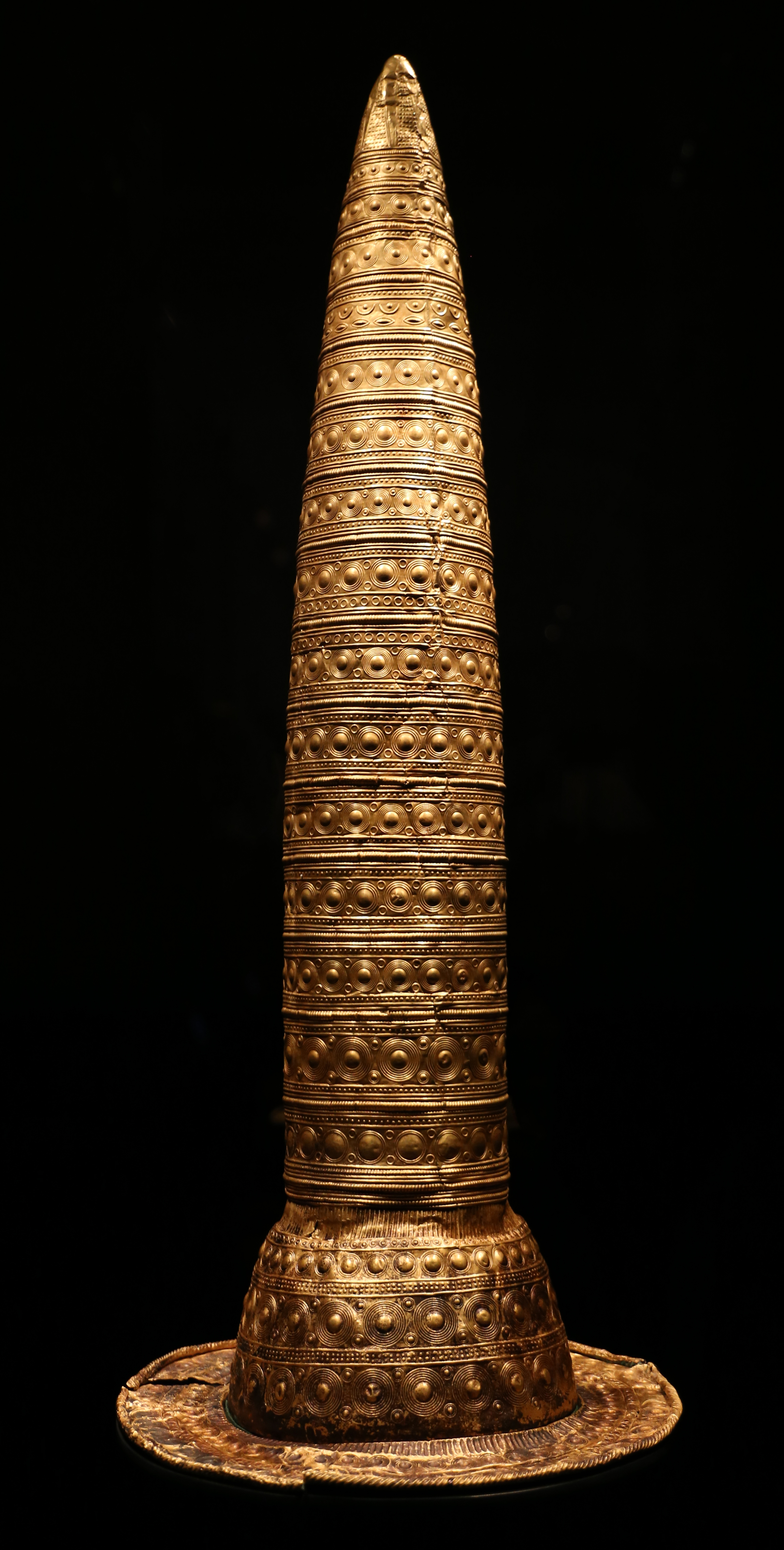
Cône rituel en or de Berlin. Allemagne du Sud. Vers 1000 av. notre ère. Âge du bronze.
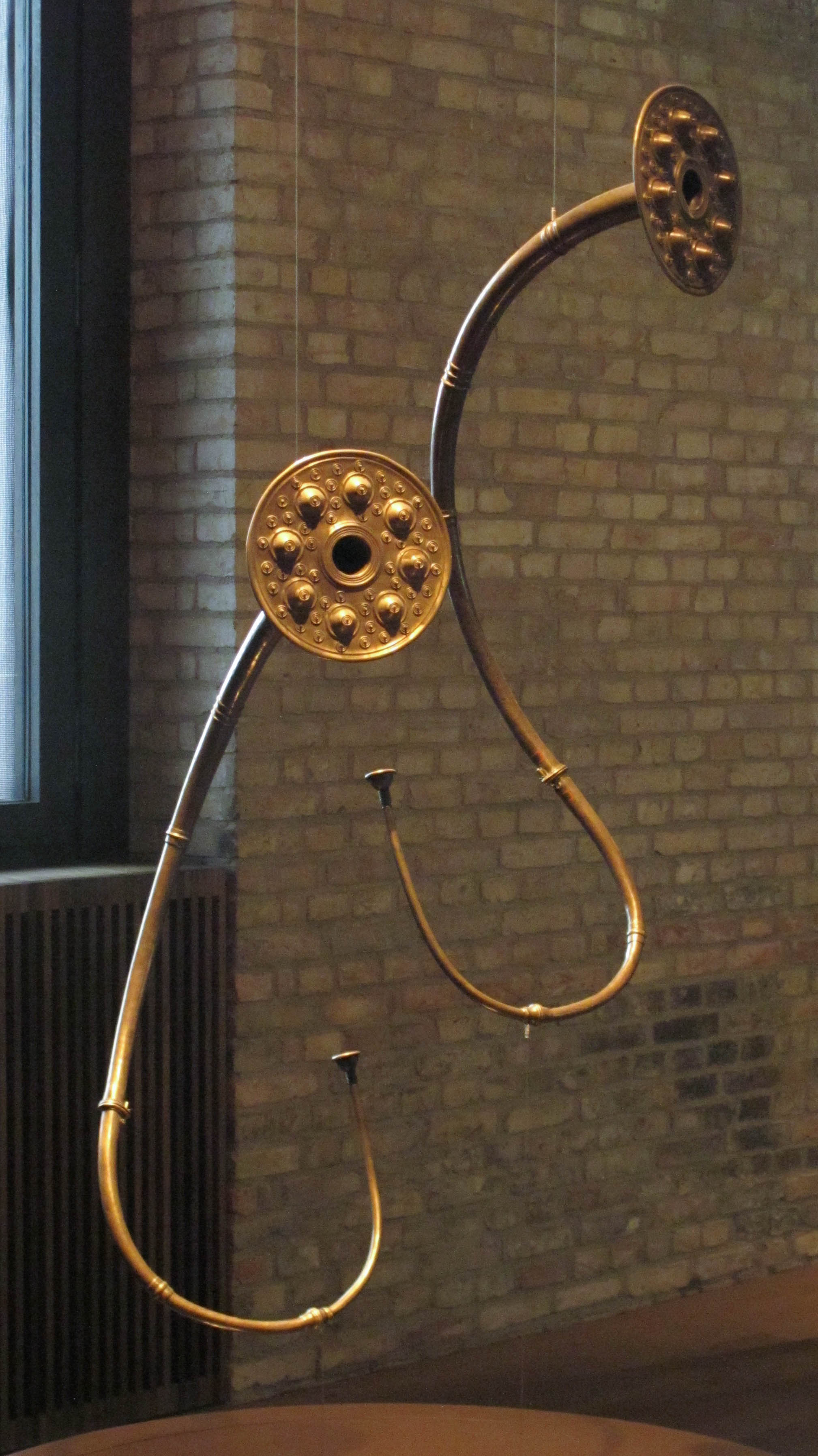
Lurs. Trompettes de l'âge du bronze. IXe – VIIIe siècle av. notre ère[5]. Bronze. Taille moyenne des pavillons : 25 à 30 cm. Allemagne
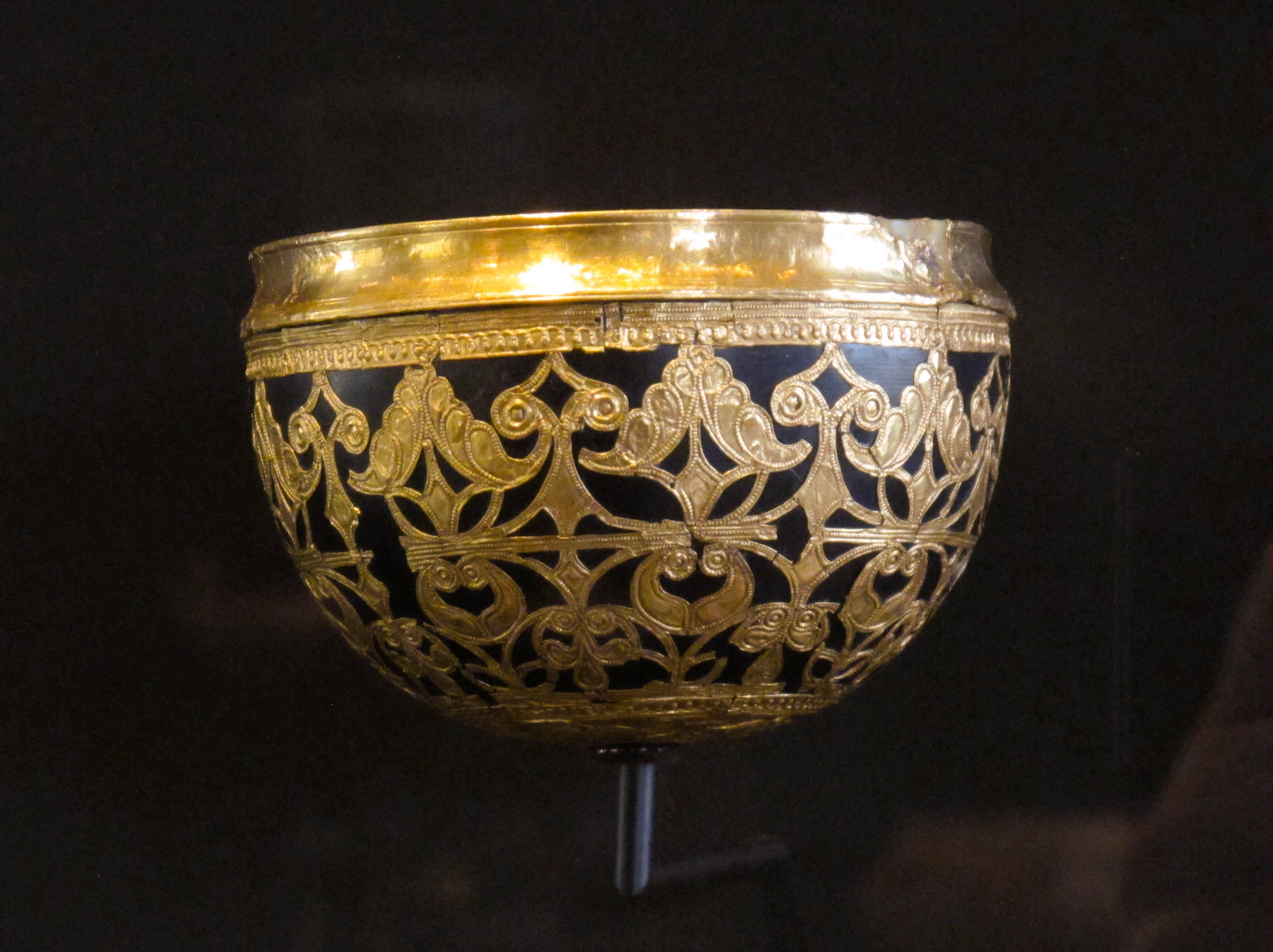
Ornement de char : bonnet d'essieu[6]. Or. Environs de Sankt Goar, Rhénanie-Palatinat. V. 400 av. n. ère. La Tène, second Âge du fer.

### L'Égypte
Ces pièces proviennent de l‘Ägyptisches Museum. La période amarnienne est très bien représentée ; le buste de Néfertiti, de cette période, étant aussi la sculpture la plus connue du musée.

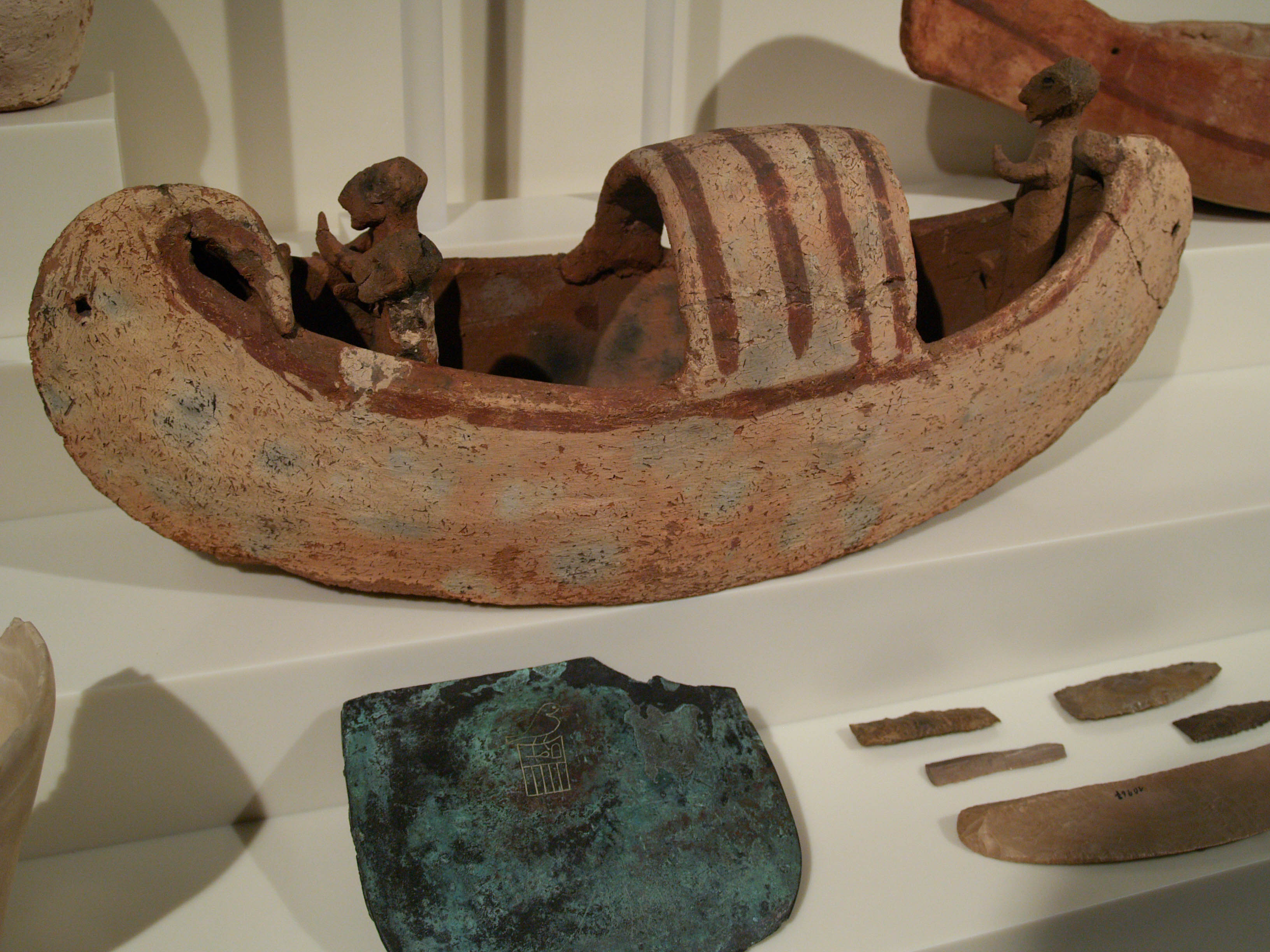
Céramique, bronze et outils de pierre taillée. Période prédynastique égyptienne.
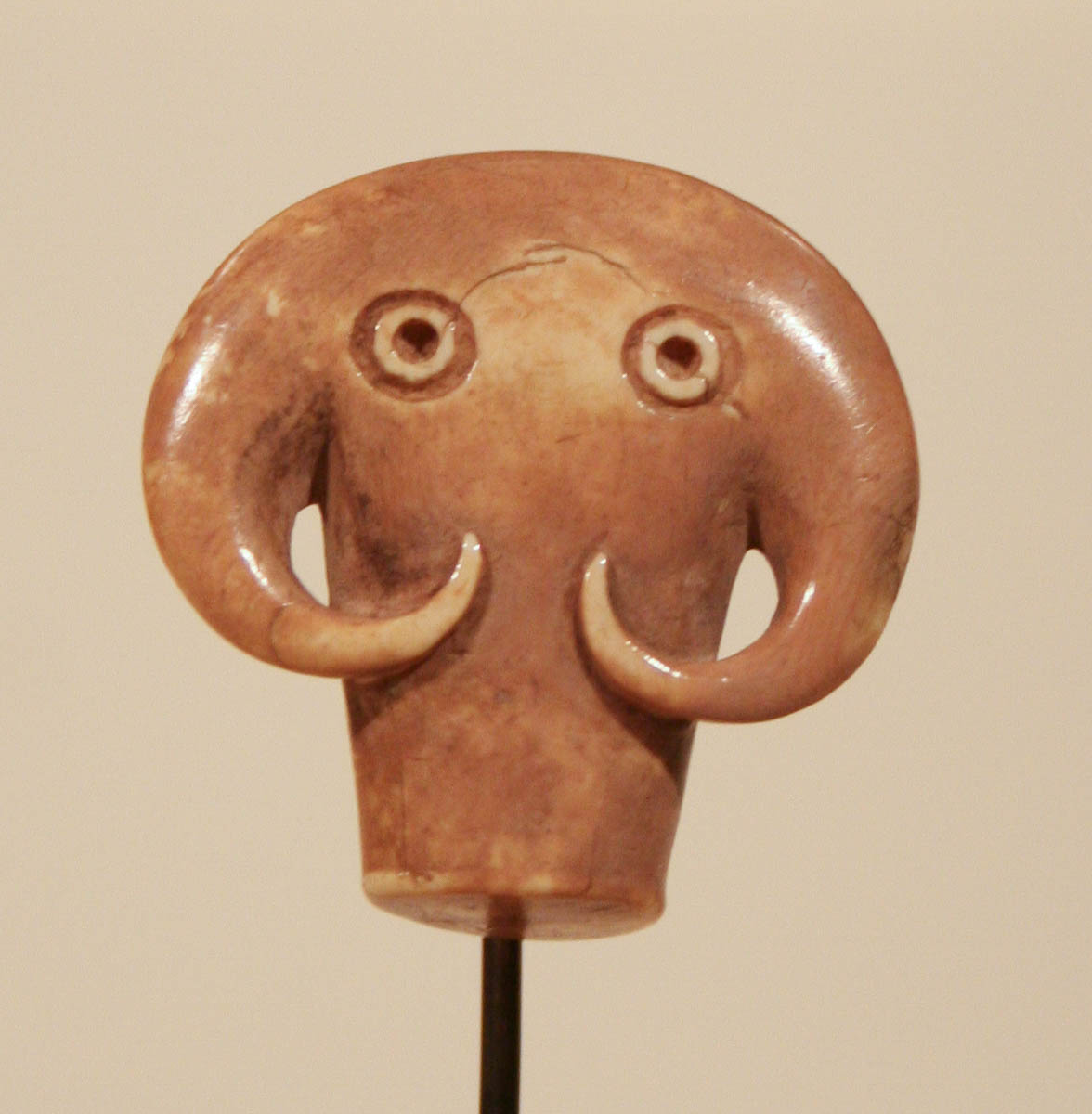
Amulette en forme de tête d'éléphant. Ivoire d'éléphant, H. 3,5 cm. Nagada II, 3800-3150 Haute-Égypte, fin de la période prédynastique.
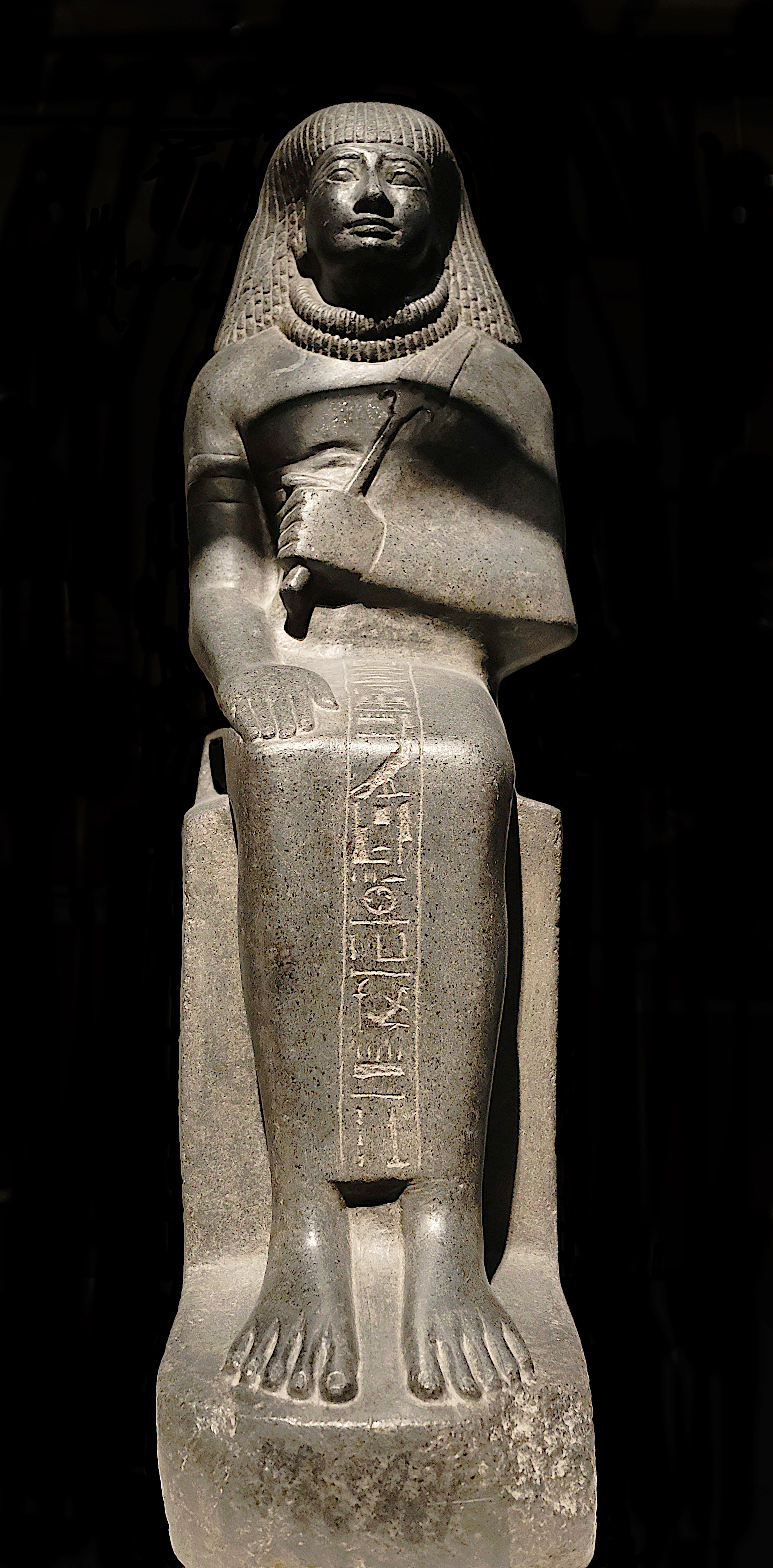
Statue de Mentechenu, 1440 av. J.-C. (AM19289).
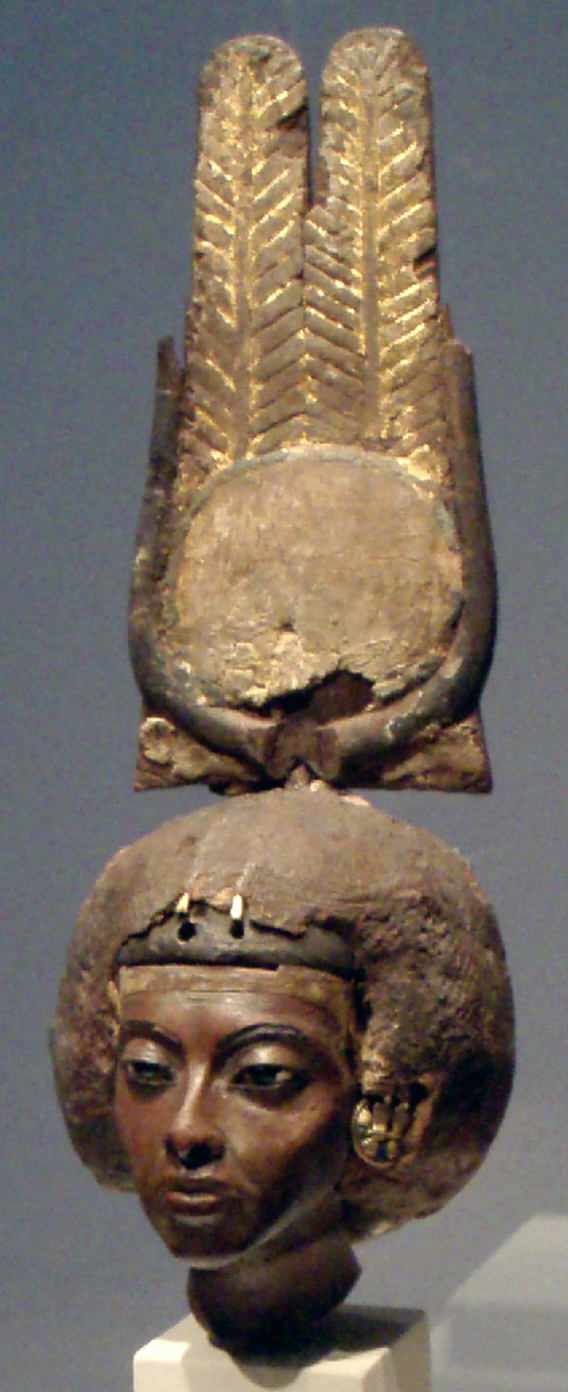
La reine Tiyi (épouse d'Amenhotep III) (épouse d'Amenhotep III), Tell el-Amarna, née en 1400 av. J.-C.. Ébène, or, argent, lapis-lazuli, textile, faïence, H. 32,7 cm.
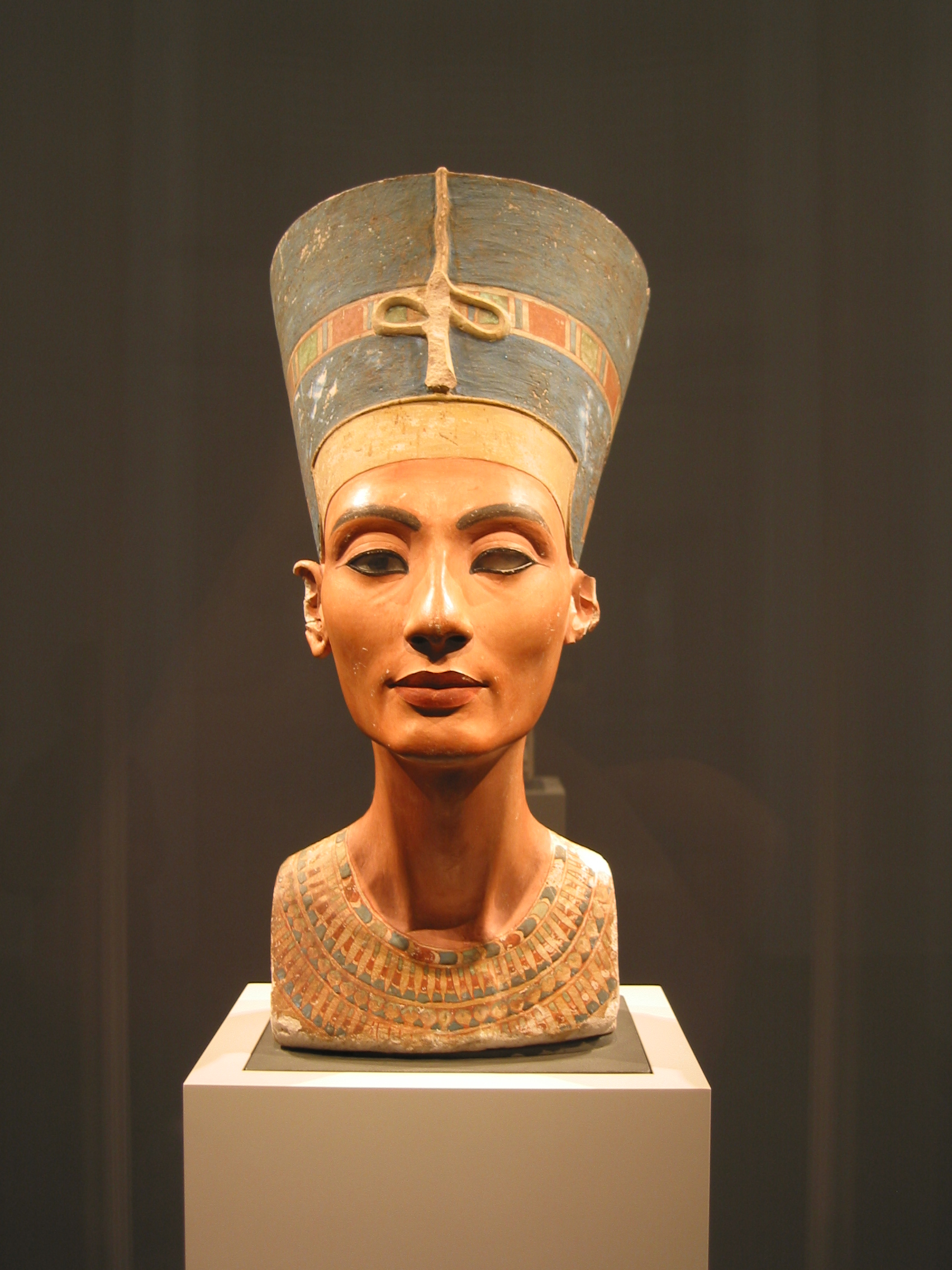
Buste de Néfertiti, vers 1338 av. J.-C. (?). Calcaire peint, plâtre, cire, cristal de roche. H. 49 cm.
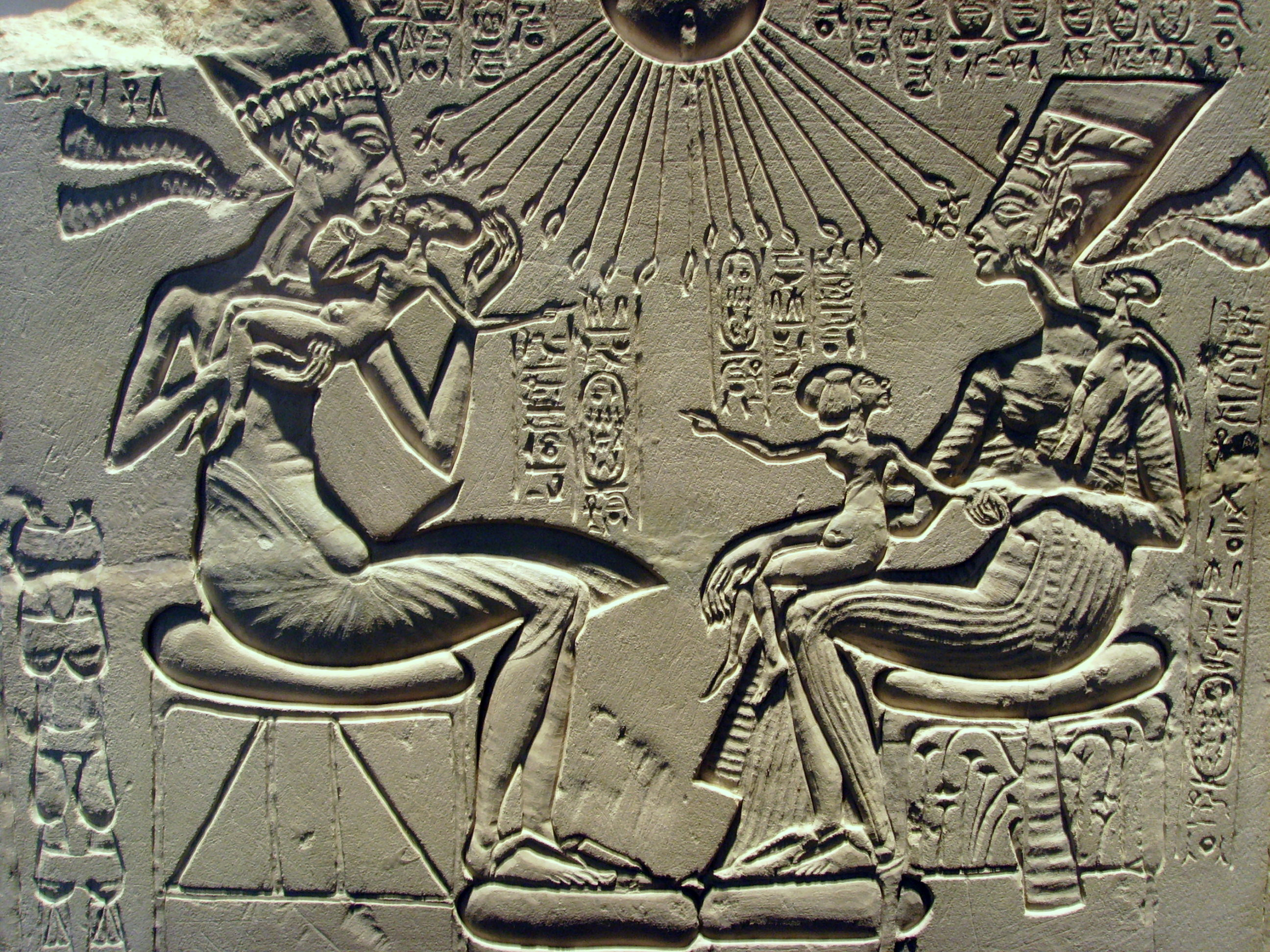
Akhenaton et Néfertiti jouant avec leurs enfants, Tell el-Amarna, vers 1350 av. J.-C.. Relief calcaire, H. 33,5 cm.
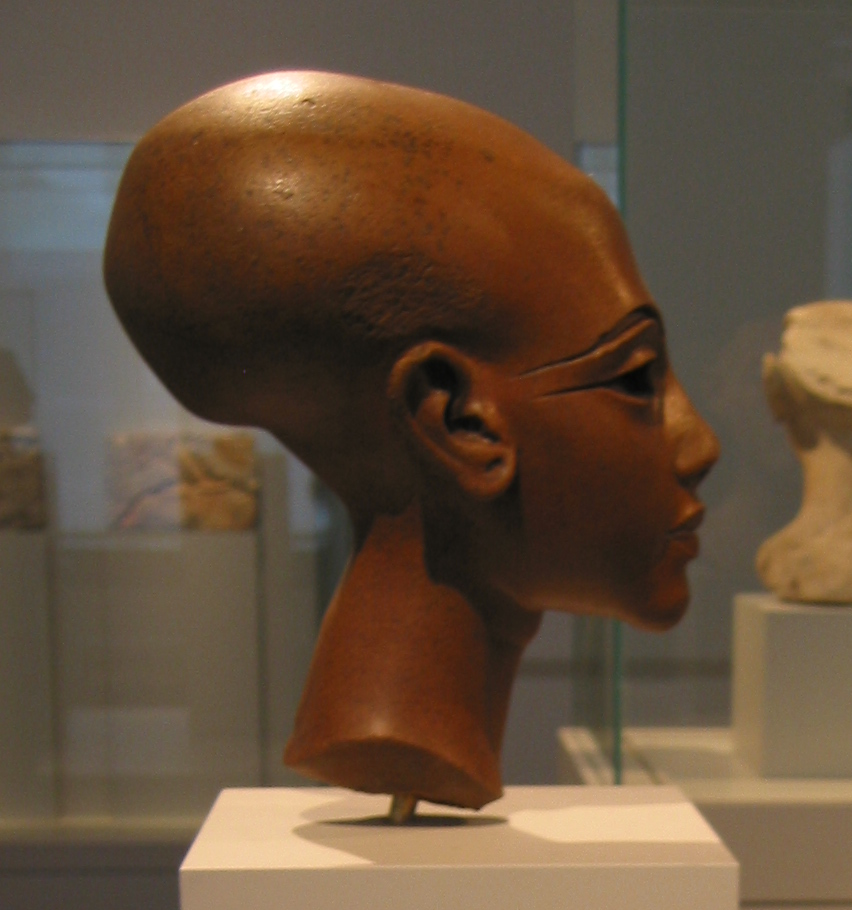
Tête d'une princesse amarnienne, vers -1345
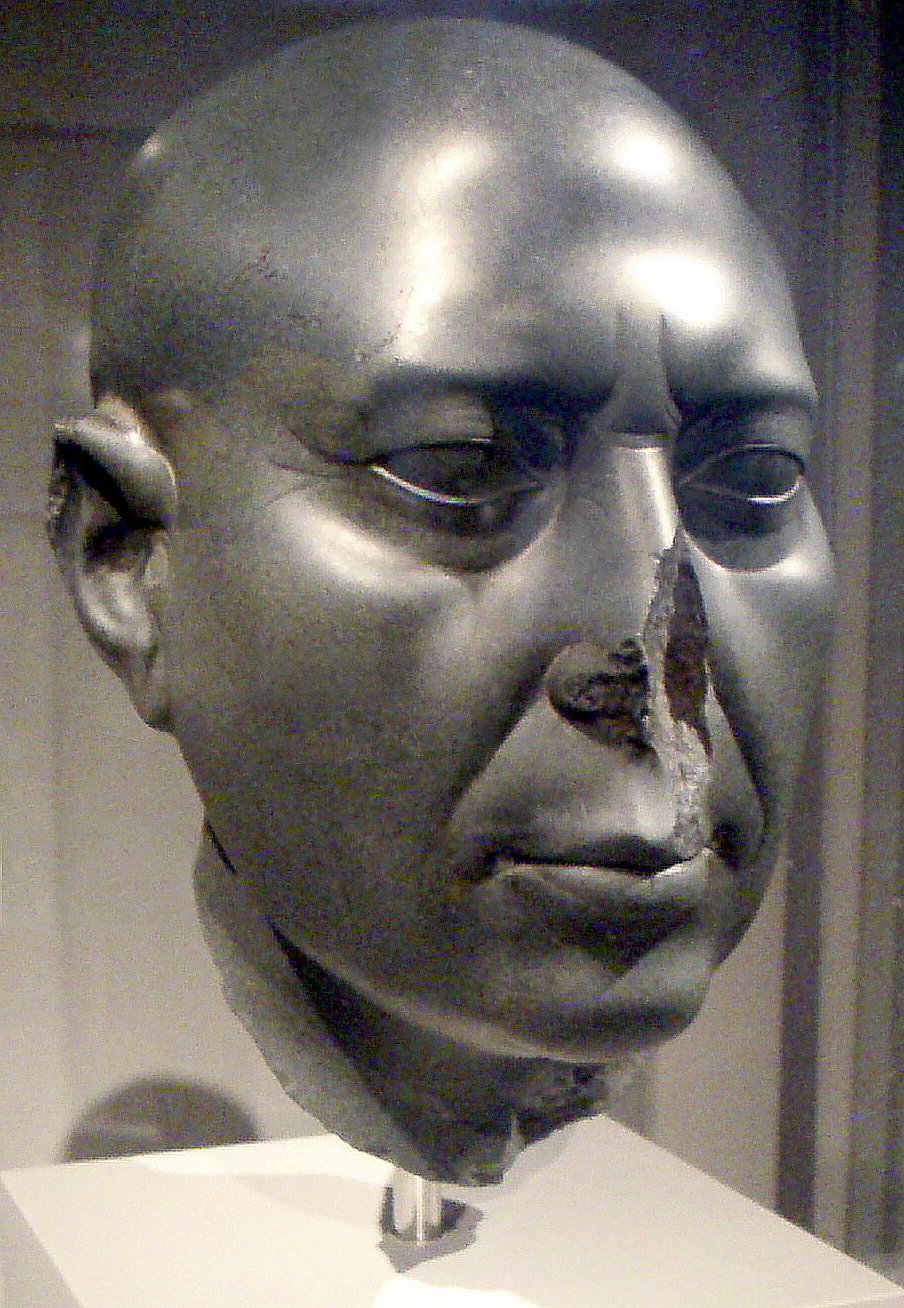
« Tête verte de Berlin » vers -100/-50, fin de l'époque ptolémaïque. Grauwacke (limon vert), H. 23 cm.

### Le monde romain

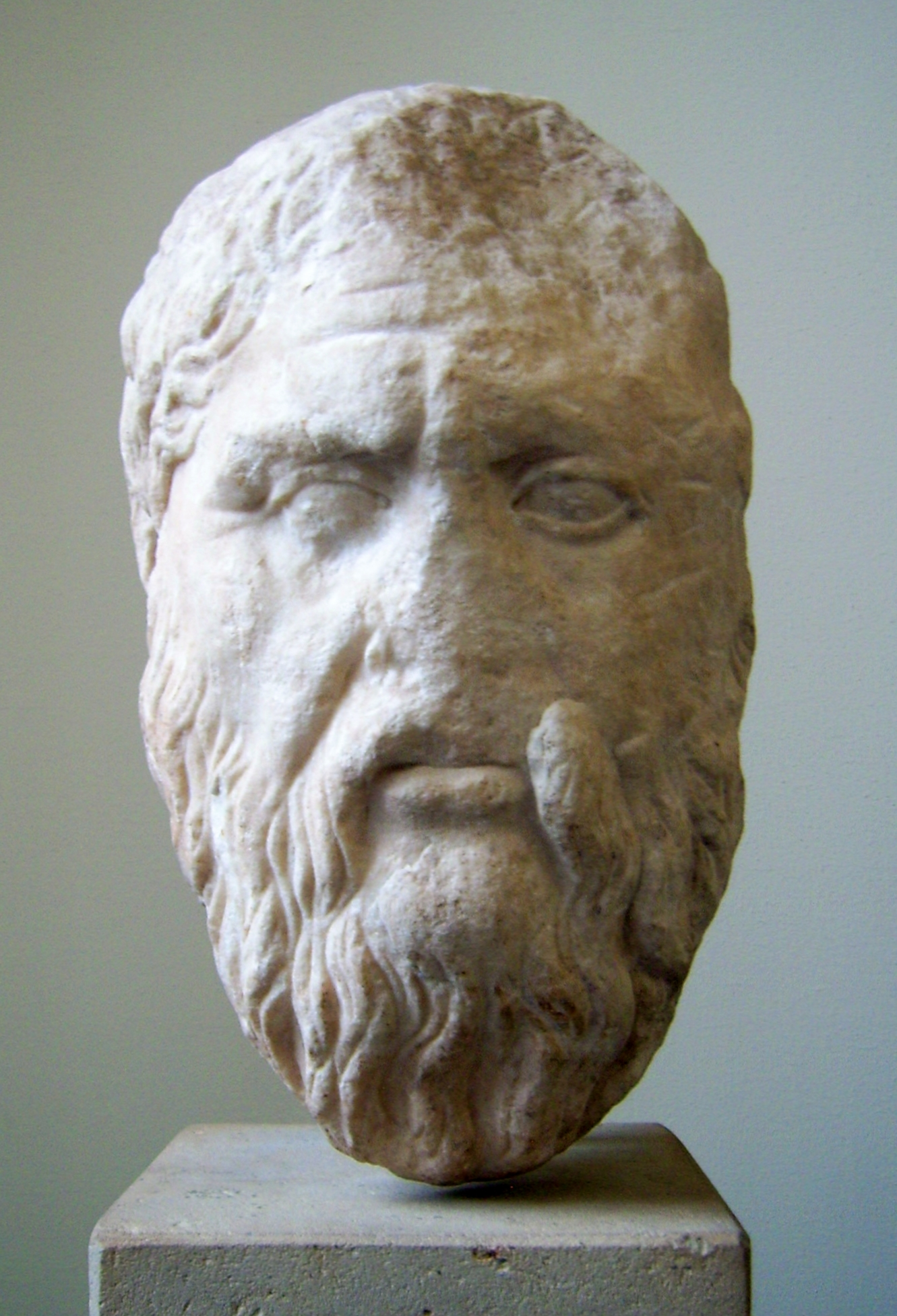
Portrait de Platon. Copie en marbre, d'après un original du milieu du IVe siècle avant notre ère. H. 35 cm.
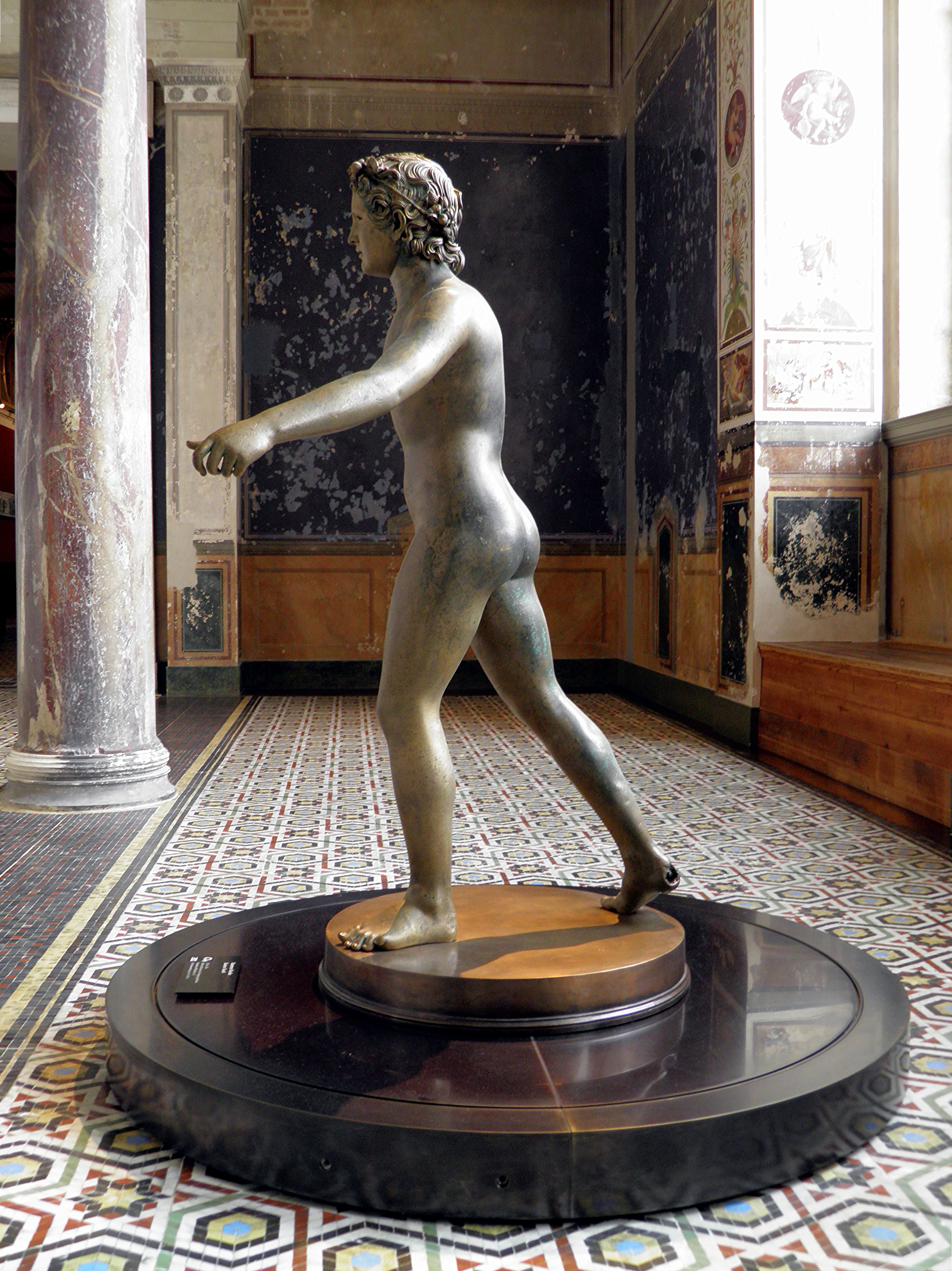
Jeune serviteur[7], « bronze de Xanten ». Allemagne, Ier siècle de notre ère.
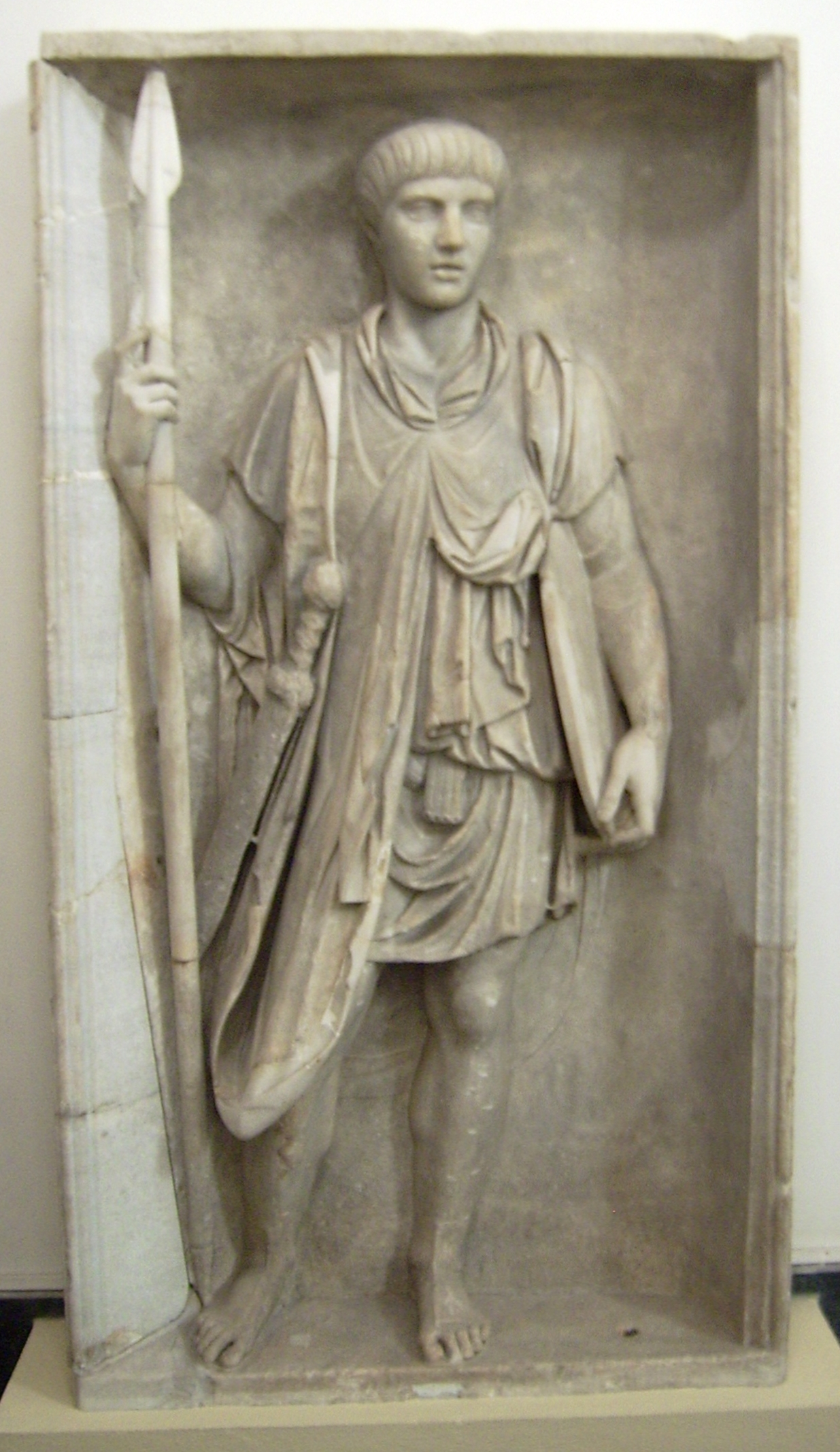
Légionnaire romain. Début du IIe siècle de notre ère. Marbre, H. 159 cm. Découvert à Pouzzoles, Italie.
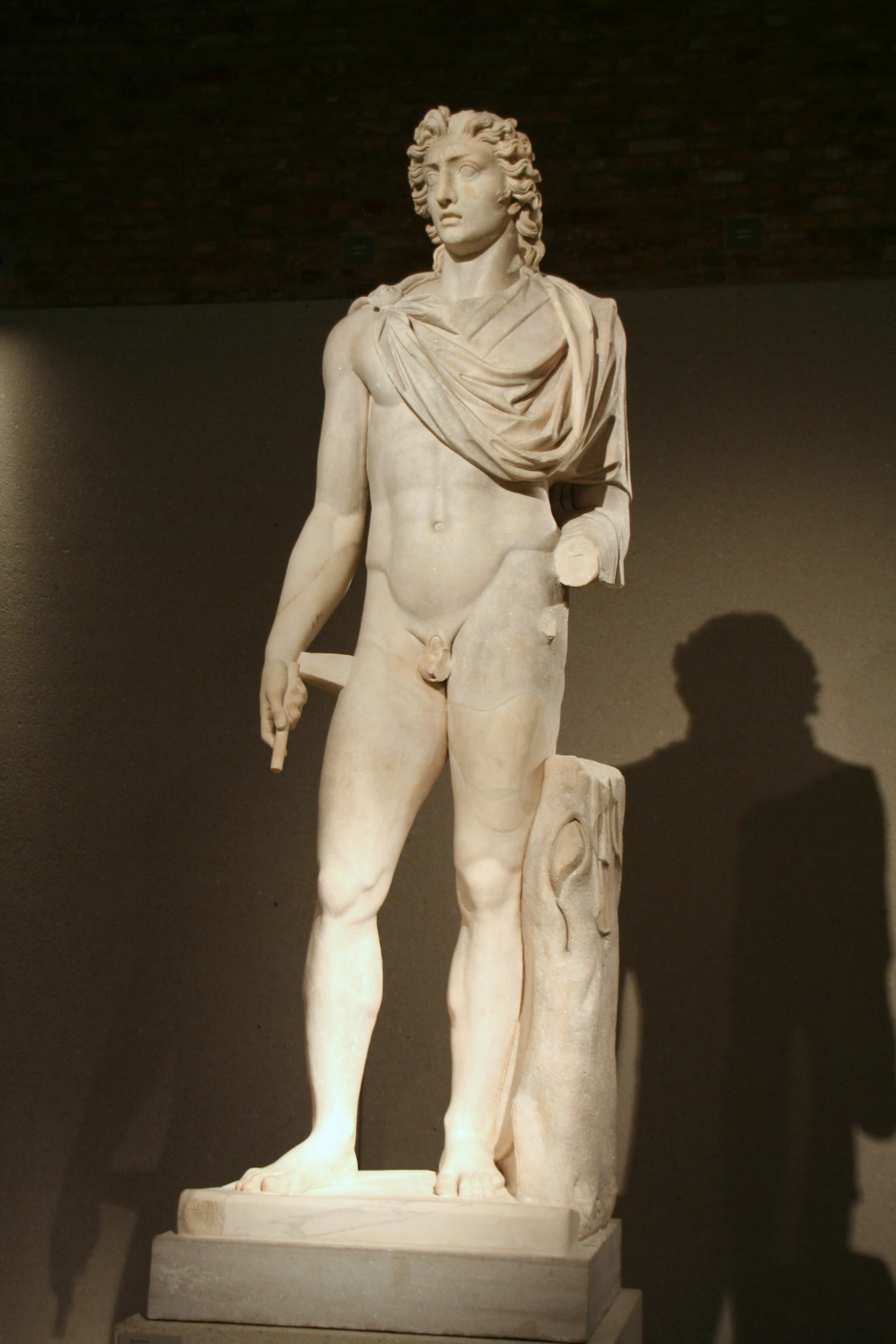
Statue colossale d'Hélios, dieu du soleil. Moyenne Égypte. Mi-IIe siècle de notre ère. H. 274 cm.
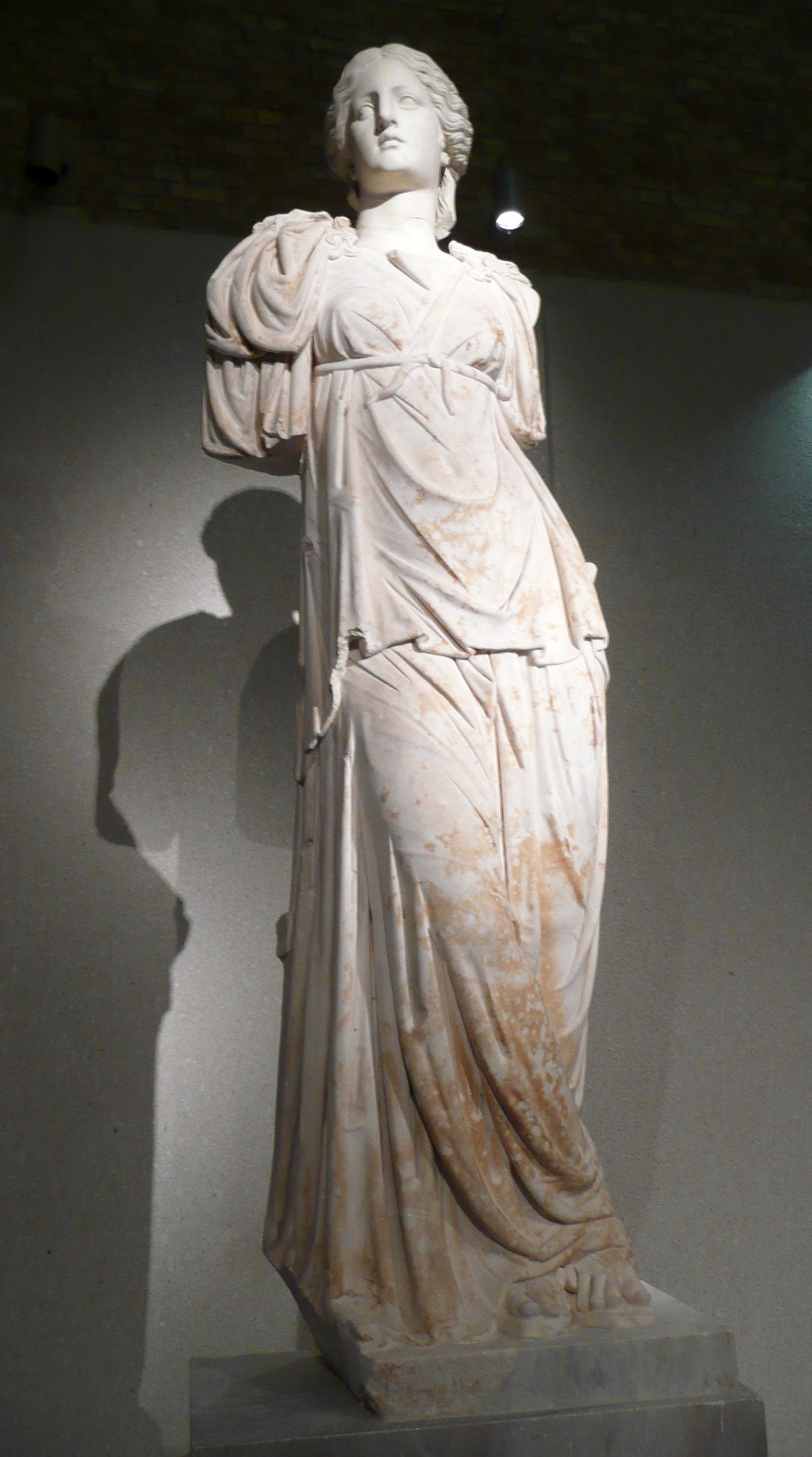
Statue colossale d'une déesse. Moyenne Égypte. Mi-IIe siècle de notre ère.
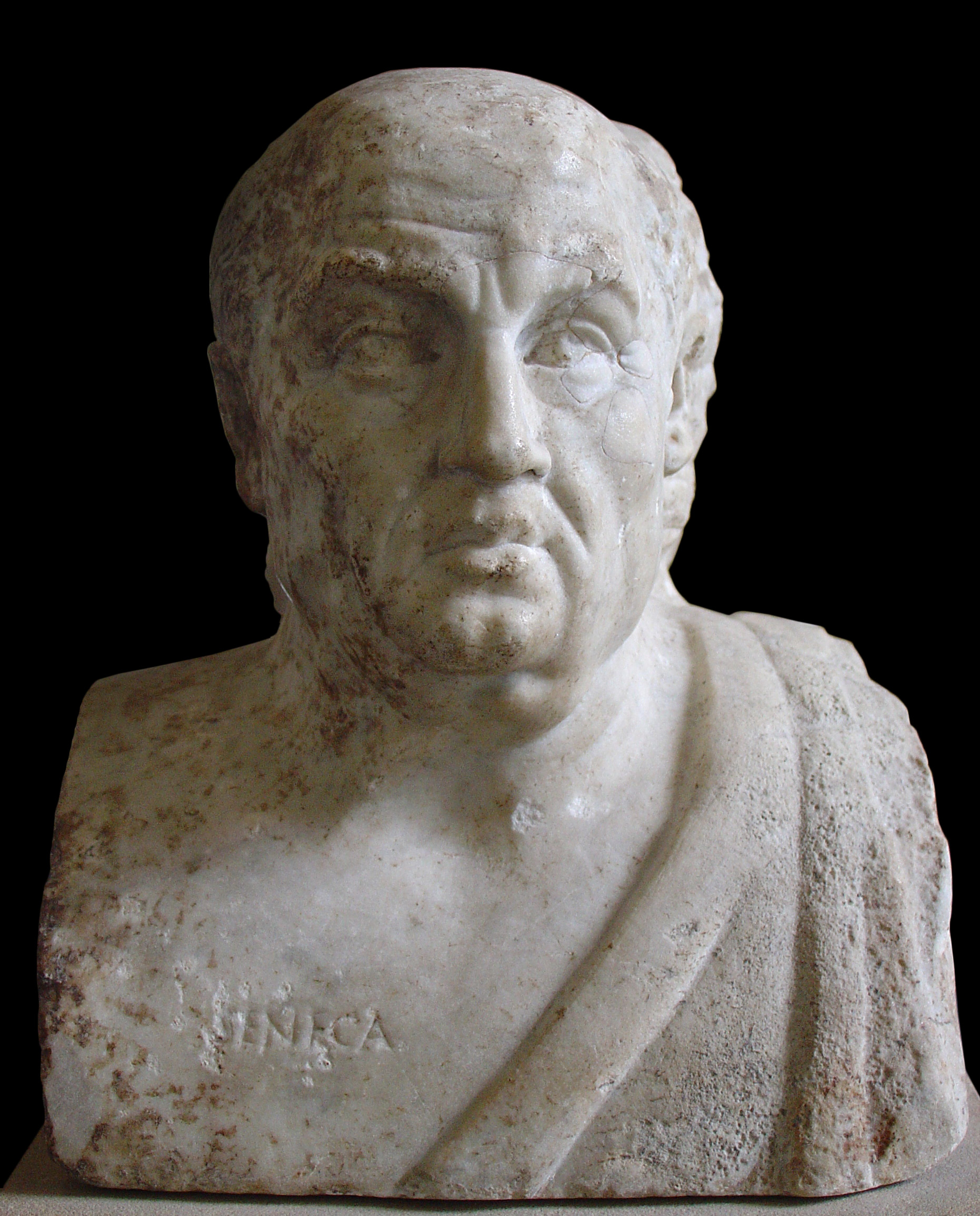
Portrait de Sénèque dans un double portrait avec Socrate, dos à dos. Vers 200-250. H. 28 cm. Rome.

#### Images
- Dessins de Stüler pour le Neues Museum
- Photographies prises dans les années 1943 à 1945 et conservées dans les archives de l'Institut central d'histoire de l'art (Zentralinstitut für Kunstgeschichte). Elles documentent l'état de certaines salles du musée avant leur destruction partielle en 1945 :
  - Galerie Apollosaal / Galerie Kupferstichkabinett (Cabinet des estames) / Galerie Nordkuppelsaal / Galerie Nordkuppelsaal / Galerie Südkuppelsaal / Galerie Südkuppelsaal / Galerie Südkuppelsaal / Galerie Niobidensaal / Galerie Römischer Saal / Galerie Römischer Saal
- Das Neue Museum, Tagesspiegel, 2009